# ادکارلوس
ادکارلوس (انگلیسی: Edcarlos؛ زادهٔ ۱۰ مهٔ ۱۹۸۵) بازیکن فوتبال اهل برزیل است.
از باشگاه‌هایی که در آن بازی کرده‌است می‌توان به باشگاه فوتبال کروز آزول، باشگاه فوتبال سئونگنام، باشگاه فوتبال سائو پائولو، باشگاه ورزشی کروزیرو، باشگاه فوتبال گرمیو، باشگاه فوتبال بنفیکا، باشگاه فوتبال اتلتیکو مینیرو، و باشگاه فوتبال فلومیننزه اشاره کرد.
وی همچنین در تیم ملی فوتبال زیر ۲۰ سال برزیل بازی کرده‌است.